# Dorcadion hispanicum
Dorcadion hispanicum är en skalbaggsart som beskrevs av Étienne Mulsant 1851. Dorcadion hispanicum ingår i släktet Dorcadion och familjen långhorningar. Inga underarter finns listade i Catalogue of Life.